# Milwaukee IndyCar 250 2024 (1. Rennen)

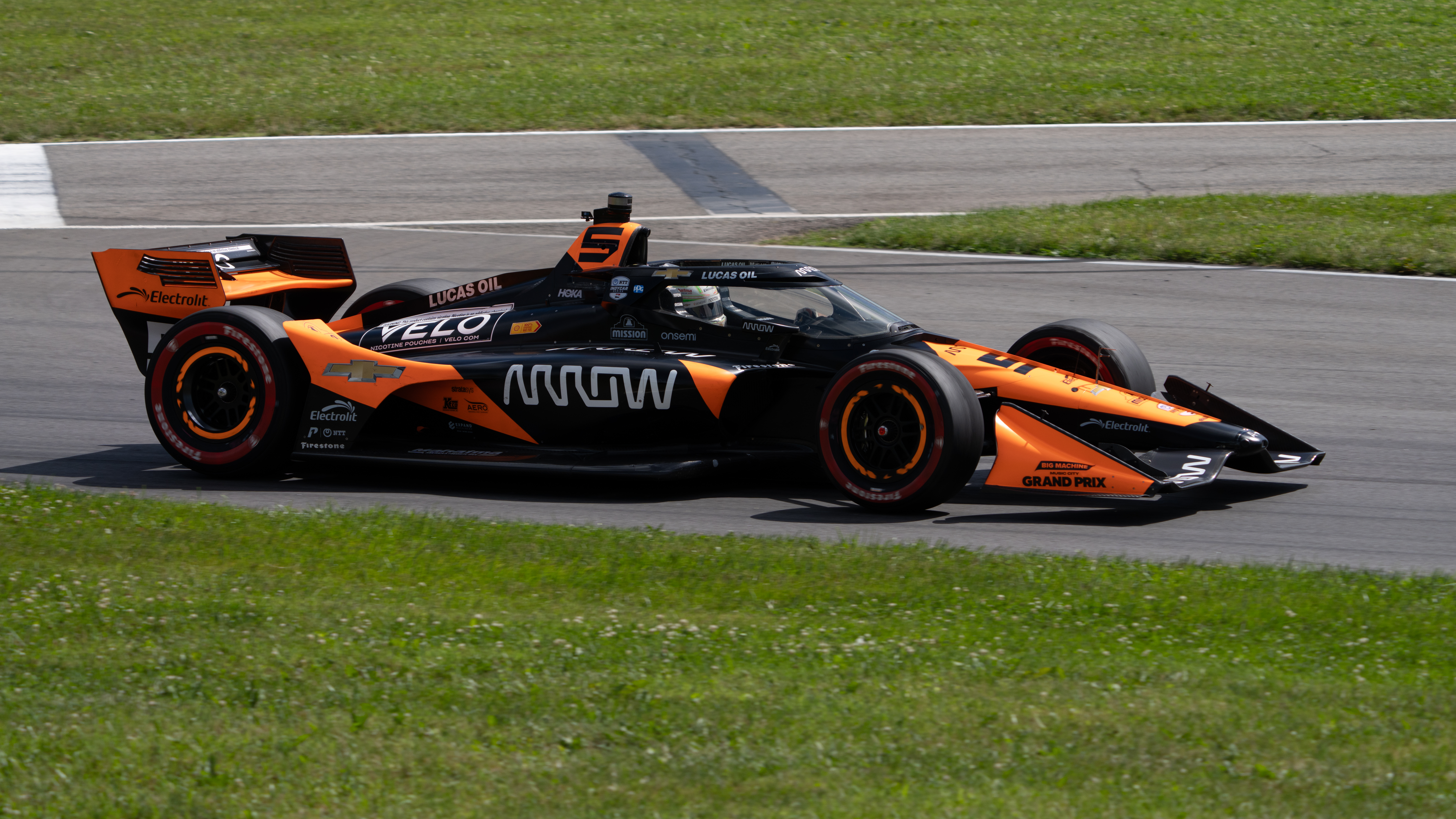
Pato O’Ward gewinnt in Milwaukee (Bild: Mid Ohio 2024)

Das Milwaukee IndyCar 250 2024 (offiziell Hy-Vee Milwaukee Mile 250s) auf dem Kurs Milwaukee Mile fand am 31. August 2024 statt und ging über eine Distanz von 250 Runden à 1,660 km. Es war der 15. Lauf zur IndyCar Series 2024. Am darauf folgenden Tag fand ein zweites Rennen statt.

## Bericht
Bereits zum fünften Mal in der laufenden Saison hatte Scott McLaughlin (Team Penske) die Pole-Position herausgefahren. Sein Teamkollege Josef Newgarden kam auf den zweiten Rang, da aber sein Motor gewechselt werden musste, bekam er eine Gridstrafe und startete deshalb nur auf dem 11. Platz. Wer mehr als vier Motoren verwendet in der Saison, bekommt eine Strafe. In Milwaukee waren das grad sieben Fahrer. Da es dem Saisonende entgegen ging, kamen mehrere Teams ans Limit.
Am Anfang des Rennens kämpften McLaughlin und Linus Lundqvist (Chip Ganassi Racing) um die Führung. Die ersten Boxenstopps folgten um die 60. Runde herum. Pato O’Ward (Arrow McLaren) und Colton Herta (Andretti Global) übernahmen die Führung, McLaughlin und Lundqvist fielen zurück. Eine Schrecksekunde hatte Newgarden, als er sich in der zweiten Kurve drehte, aber nirgends anschlug. Kurz darauf passierte Katherine Legge (Dale Coyne Racing) einen Dreher, den sie nicht mehr abfangen konnte. Die erste von drei Gelbphasen wurde Tatsache, die meisten Fahrer nutzten diese für den zweiten Stopp. Nur zwei Fahrer blieben auf der Strecke und verfolgten eine andere Strategie, McLaughlin und Sting Ray Robb (A. J. Foyt Racing). Beim Restart setzte sich McLaughlin durch, Robb fiel zurück. Dahinter duellierten sich O’Ward und Herta, die den Führenden McLaughlin überholen konnten. Als Marcus Ericsson (Chip Ganassi Racing) an Newgarden vorbeifahren wollte, berührten sich die beiden Autos. Beide schieden aus, der dahinterfahrende Meisterschaftsführende Alex Palou (Chip Ganassi Racing) hatte viel Glück nicht in den Unfall verwickelt zu werden. Nach dem Neustart führte O’Ward vor Palou und Will Power (Team Penske). Den letzten Boxenstopp absolvierten die Fahrer zwischen der Runde 180 und 190. Da beim Verlassen der Boxen Herta ein Rad verlor, kamen zum dritten Mal die gelben Flaggen heraus. Power, Conor Daly (Juncos Hollinger Racing), Lundqvist und Christian Lundgaard (RLL) wechselten unter Gelb die Reifen und tankten auf. Nachdem wieder Grün gezeigt wurde, führte O’Ward vor Santino Ferrucci (A. J. Foyt Racing), Power, Lundqvist, Lundgaard und Daly. Power überholte Ferrucci und lag hinter dem Spritzenreiter auf dem zweiten Platz, aber einen Weg an O’Ward vorbei gab es nicht für Power. Nach 250 Runden hieß der Sieger O’Ward vor Power und Daly. Dieser fuhr eine starke Schlussphase, Daly startet nur vom 25. Platz aus, da er einer der Fahrer war, die eine Gridstrafe bekamen. Für das Juncos Hollinger Racing Team war es gar der erste Podestplatz überhaupt. Power feierte bei seinem 300. Rennen in der IndyCar Series den zweiten Rang und er nahm Tabellenführer Palou einige Meisterschaftspunkte ab. Ein weiterer Jubilar war Scott Dixon (Chip Ganassi Racing) der gar sein 400. Rennen absolvierte, mehr als der zehnte Platz lag für ihn aber nicht drin.

## Meldeliste
| Startnummer | Fahrer              | Team                             | Motor     |
| ----------- | ------------------- | -------------------------------- | --------- |
| 14          | Santino Ferrucci    | A. J. Foyt Racing                | Chevrolet |
| 41          | Sting Ray Robb      | A. J. Foyt Racing                | Chevrolet |
| 26          | Colton Herta        | Andretti Global / Curb-Agajanian | Honda     |
| 27          | Kyle Kirkwood       | Andretti Global                  | Honda     |
| 28          | Marcus Ericsson     | Andretti Global                  | Honda     |
| 5           | Pato O’Ward         | Arrow McLaren                    | Chevrolet |
| 6           | Nolan Siegel        | Arrow McLaren                    | Chevrolet |
| 7           | Alexander Rossi     | Arrow McLaren                    | Chevrolet |
| 4           | Kyffin Simpson      | Chip Ganassi Racing              | Honda     |
| 8           | Linus Lundqvist     | Chip Ganassi Racing              | Honda     |
| 9           | Scott Dixon         | Chip Ganassi Racing              | Honda     |
| 10          | Alex Palou          | Chip Ganassi Racing              | Honda     |
| 11          | Marcus Armstrong    | Chip Ganassi Racing              | Honda     |
| 18          | Jack Harvey         | Dale Coyne Racing                | Honda     |
| 51          | Katherine Legge     | Dale Coyne Racing                | Honda     |
| 20          | Christian Rasmussen | Ed Carpenter Racing              | Chevrolet |
| 21          | Rinus VeeKay        | Ed Carpenter Racing              | Chevrolet |
| 77          | Romain Grosjean     | Juncos Hollinger Racing          | Chevrolet |
| 78          | Conor Daly          | Juncos Hollinger Racing          | Chevrolet |
| 60          | Felix Rosenqvist    | Meyer Shank Racing               | Honda     |
| 66          | David Malukas       | Meyer Shank Racing               | Honda     |
| 15          | Graham Rahal        | Rahal Letterman Lanigan Racing   | Honda     |
| 30          | Pietro Fittipaldi   | Rahal Letterman Lanigan Racing   | Honda     |
| 45          | Christian Lundgaard | Rahal Letterman Lanigan Racing   | Honda     |
| 2           | Josef Newgarden     | Team Penske                      | Chevrolet |
| 3           | Scott McLaughlin    | Team Penske                      | Chevrolet |
| 12          | Will Power          | Team Penske                      | Chevrolet |

## Klassifikationen

### Freies Training
| Pos. | Nr. | Fahrer          | Team                | Motor     | Zeit      |
| ---- | --- | --------------- | ------------------- | --------- | --------- |
| 1    | 2   | Josef Newgarden | Team Penske         | Chevrolet | 0:23.0156 |
| 2    | 9   | Scott Dixon     | Chip Ganassi Racing | Honda     | 0:23.1149 |
| 3    | 5   | Pato O’Ward     | Arrow McLaren       | Chevrolet | 0:23.1633 |

### Qualifying
| Pos. | Nr. | Fahrer              | Team                           | Zeit 1 Rd. | ø mph   |
| ---- | --- | ------------------- | ------------------------------ | ---------- | ------- |
| 1    | 3   | Scott McLaughlin    | Team Penske                    | 0:22.5082  | 162.341 |
| 2    | 2   | Josef Newgarden     | Team Penske                    | 0:22.6058  | 161.640 |
| 3    | 66  | David Malukas       | Meyer Shank Racing             | 0:22.6358  | 161.426 |
| 4    | 7   | Alexander Rossi     | Arrow McLaren                  | 0:22.7619  | 160.531 |
| 5    | 8   | Linus Lundqvist     | Chip Ganassi Racing            | 0:22.7721  | 160.460 |
| 6    | 12  | Will Power          | Team Penske                    | 0:22.8169  | 160.144 |
| 7    | 11  | Marcus Armstrong    | Chip Ganassi Racing            | 0:22.8316  | 160.041 |
| 8    | 5   | Pato O’Ward         | Arrow McLaren                  | 0:22.8720  | 159.759 |
| 9    | 28  | Marcus Ericsson     | Andretti Global                | 0:22.9697  | 159.079 |
| 10   | 60  | Felix Rosenqvist    | Meyer Shank Racing             | 0:22.9817  | 158.996 |
| 11   | 77  | Romain Grosjean     | Juncos Hollinger Racing        | 0:22.9922  | 158.923 |
| 12   | 26  | Colton Herta        | Andretti Global                | 0:23.0429  | 158.574 |
| 13   | 10  | Alex Palou          | Chip Ganassi Racing            | 0:23.0586  | 158.466 |
| 14   | 21  | Rinus VeeKay        | Ed Carpenter Racing            | 0:23.1438  | 157.882 |
| 15   | 18  | Jack Harvey         | Dale Coyne Racing              | 0:23.1478  | 157.855 |
| 16   | 20  | Christian Rasmussen | Ed Carpenter Racing            | 0:23.2871  | 156.911 |
| 17   | 6   | Nolan Siegel        | Arrow McLaren                  | 0:23.3218  | 156.677 |
| 18   | 78  | Conor Daly          | Juncos Hollinger Racing        | 0:23.3441  | 156.528 |
| 19   | 27  | Kyle Kirkwood       | Andretti Global                | 0:23.3665  | 156.378 |
| 20   | 9   | Scott Dixon         | Chip Ganassi Racing            | 0:23.3910  | 156.214 |
| 21   | 51  | Katherine Legge     | Dale Coyne Racing              | 0:23.4468  | 155.842 |
| 22   | 14  | Santino Ferrucci    | A. J. Foyt Racing              | 0:23.4738  | 155.663 |
| 23   | 41  | Sting Ray Robb      | A. J. Foyt Racing              | 0:23.4739  | 155.662 |
| 24   | 15  | Graham Rahal        | Rahal Letterman Lanigan Racing | 0:23.5530  | 155.139 |
| 25   | 4   | Kyffin Simpson      | Chip Ganassi Racing            | 0:23.5646  | 155.063 |
| 26   | 45  | Christian Lundgaard | Rahal Letterman Lanigan Racing | 0:23.7751  | 153.690 |
| 27   | 30  | Pietro Fittipaldi   | Rahal Letterman Lanigan Racing | 0:24.1751  | 151.147 |

### Endergebnis
| Pos. | Nr. | Fahrer              | Rd. | Zeit/Rückstand                | Boxenstopps | Führungsrunden | Punkte |
| ---- | --- | ------------------- | --- | ----------------------------- | ----------- | -------------- | ------ |
| 1    | 5   | Pato O’Ward         | 250 | 2:03:01.3451 Std. 123,758 mph | 4           | 133            | 53     |
| 2    | 12  | Will Power          | 250 | 1.8215 Sek.                   | 4           | 9              | 41     |
| 3    | 78  | Conor Daly          | 250 | 2.4039                        | 4           |                | 35     |
| 4    | 14  | Santino Ferrucci    | 250 | 16.6898                       | 4           |                | 32     |
| 5    | 10  | Alex Palou          | 250 | 18.7079                       | 4           |                | 30     |
| 6    | 8   | Linus Lundqvist     | 250 | 19.2430                       | 4           | 19             | 29     |
| 7    | 7   | Alexander Rossi     | 250 | 20.3497                       | 4           |                | 26     |
| 8    | 3   | Scott McLaughlin    | 250 | 21.0736                       | 3           | 80             | 26     |
| 9    | 45  | Christian Lundgaard | 250 | 21.5712                       | 5           |                | 22     |
| 10   | 9   | Scott Dixon         | 250 | 21.8753                       | 4           |                | 20     |
| 11   | 20  | Christian Rasmussen | 250 | 22.9117                       | 4           |                | 19     |
| 12   | 27  | Kyle Kirkwood       | 250 | 23.1309                       | 4           |                | 18     |
| 13   | 60  | Felix Rosenqvist    | 250 | 26.2308                       | 4           |                | 17     |
| 14   | 21  | Rinus VeeKay        | 249 | 1 Rd.                         | 4           |                | 16     |
| 15   | 66  | David Malukas       | 249 | 1 Rd.                         | 4           |                | 15     |
| 16   | 18  | Jack Harvey         | 249 | 1 Rd.                         | 4           |                | 14     |
| 17   | 6   | Nolan Siegel        | 249 | 1 Rd.                         | 4           |                | 13     |
| 18   | 30  | Pietro Fittipaldi   | 248 | 2 Rd.                         | 4           |                | 12     |
| 19   | 51  | Katherine Legge     | 248 | 2 Rd.                         | 6           |                | 11     |
| 20   | 15  | Graham Rahal        | 248 | 2 Rd.                         | 5           |                | 10     |
| 21   | 11  | Marcus Armstrong    | 247 | 3 Rd.                         | 4           |                | 9      |
| 22   | 26  | Colton Herta        | 246 | 4 Rd.                         | 6           | 9              | 9      |
| 23   | 41  | Sting Ray Robb      | 244 | 6 Rd.                         | 4           |                | 7      |
| 24   | 77  | Romain Grosjean     | 243 | 7 Rd.                         | 5           |                | 6      |
| 25   | 4   | Kyffin Simpson      | 238 | 12 Rd.                        | 4           |                | 5      |
| 26   | 2   | Josef Newgarden     | 146 | 104 Rd. (Unfall)              | 3           |                | 5      |
| 27   | 28  | Marcus Ericsson     | 146 | 104 Rd. (Unfall)              | 3           |                | 5      |

(R)=Rookie / 3 Gelbphasen für insgesamt 38 Rd. / alle Starter auf Firestone-Reifen